# Груув Кавъридж
„Груув Кавъридж“ (Groove Coverage) е евро-транс група от Германия, създадена от Аксел Конрад, DJ Novus, Мел и Верена през 1999 г.
Групата успява да реализира много хитове в Германия, но и в някои европейски държави. Песента им „Poison“ дори има упех в САЩ. Правят и много ремикси на известни песни като „Love is an Angel“ на Sylver, „Come With Me“ на Special D и „Ass Up“ на Baracuda.
Издали са 3 албума в Германия – „Covergirl“ (2002), „7 Years and 50 Days“ (2004) и „21st Century“ (2006), както и албума с най-доброто от групата Best Of (2005). В Канада и САЩ имат издадени сборни албуми – Groove Coverage: Greatest Hits.
Една част от песните на групата са кавър версии на стари песни като „Moonlight Shadow“ на Майк Олдфийлд и „Poison“ на Алис Купър.
Третият им албум наречен „21st Century“ излиза на 7 юли 2006 г., като преди това излизат три сингъла – „Holy Virgin“ (английска кавър версия на песента „Fata Morgana“ на Erste Allgemeine Verunsicherung), „On The Radio“ (кавър на „Mann im Mond“ на Die Prinzen) и „21st Century Digital Girl“ (базирана на песента „21st Century (Digital Boy)“ на Bad Religion).

## Дискография

### Албуми
- Covergirl (2002)
- 7 Years and 50 Days (2004)
- 21st Century (2006)

### Сборни
- Best Of (2005)
- Coverage: Greatest Hits (само за Канада и САЩ)

### Ремикси
2001
- Chupa – Arriba

2002
- DJ Valium – Bring The Beat Back
- X-Perience – It's A Sin
- Special D – Come With Me
- Silicon Bros – Million Miles From Home

2003
- Seven – Spaceman Came Traveling
- DJ Cosmo – Lovesong
- Sylver – Livin' My Life

2004
- Mandaryna – Here I Go Again
- Sylver – Love Is An Angel

2005
- Baracuda – Ass Up!